# هاينريش مولر
هاينريش مولر (بالألمانية: Heinrich Müller)‏ (و. 1631 – 1675 م) هو عالم عقيدة، وأستاذ جامعي، من ألمانيا، ولد في لوبيك، توفي في روستوك، عن عمر يناهز 44 عاماً.